# NHL 24
NHL 24 es un videojuego de simulación de hockey sobre hielo desarrollado por EA Vancouver y publicado por EA Sports. Es la entrega número 33 de la serie NHL y su lanzamiento está programado para PlayStation 4, PlayStation 5, Xbox One y Xbox Series X/S el 6 de octubre de 2023.

## Características
NHL 24 tiene gran parte de su jugabilidad revisada desde NHL 23, incluidos nuevos movimientos de habilidad de control total, un nuevo motor de escape, fatiga del portero, sistema de pases y contacto basado en la física. Los nuevos movimientos de habilidad de control total permiten al jugador realizar movimientos deke complejos con solo tocar un botón. El nuevo sistema de pase te permite pasar el disco a otros jugadores usando los cuatro botones frontales del controlador. Y el nuevo sistema de control corporal funciona de manera idéntica a Bruise Control de NHL 2004, lo que te permite cargar tu control corporal y sincronizarlo bien resultará en controles corporales más exitosos y más duros. Los cuerpos que controlan a los jugadores en los bancos y los cristales rotos también regresan a NHL 24.
NHL 24 también contará con juego cruzado completo para Hockey Ultimate Team y World Of Chel, a diferencia de NHL 23 que solo incluyó emparejamiento con juego cruzado.